# Pueblo Nuevo, Toluca de Lerdo
Pueblo Nuevo är en ort i Mexiko.   Den ligger i kommunen Toluca och delstaten Mexiko, i den sydöstra delen av landet, 60 km väster om huvudstaden Mexico City. Pueblo Nuevo ligger 2 706 meter över havet och antalet invånare är 475.
Terrängen runt Pueblo Nuevo är varierad. Runt Pueblo Nuevo är det mycket tätbefolkat, med 2 103 invånare per kvadratkilometer. Närmaste större samhälle är Toluca, 7,5 km öster om Pueblo Nuevo. Runt Pueblo Nuevo är det i huvudsak tätbebyggt.